# علاج طبيعي للصدر

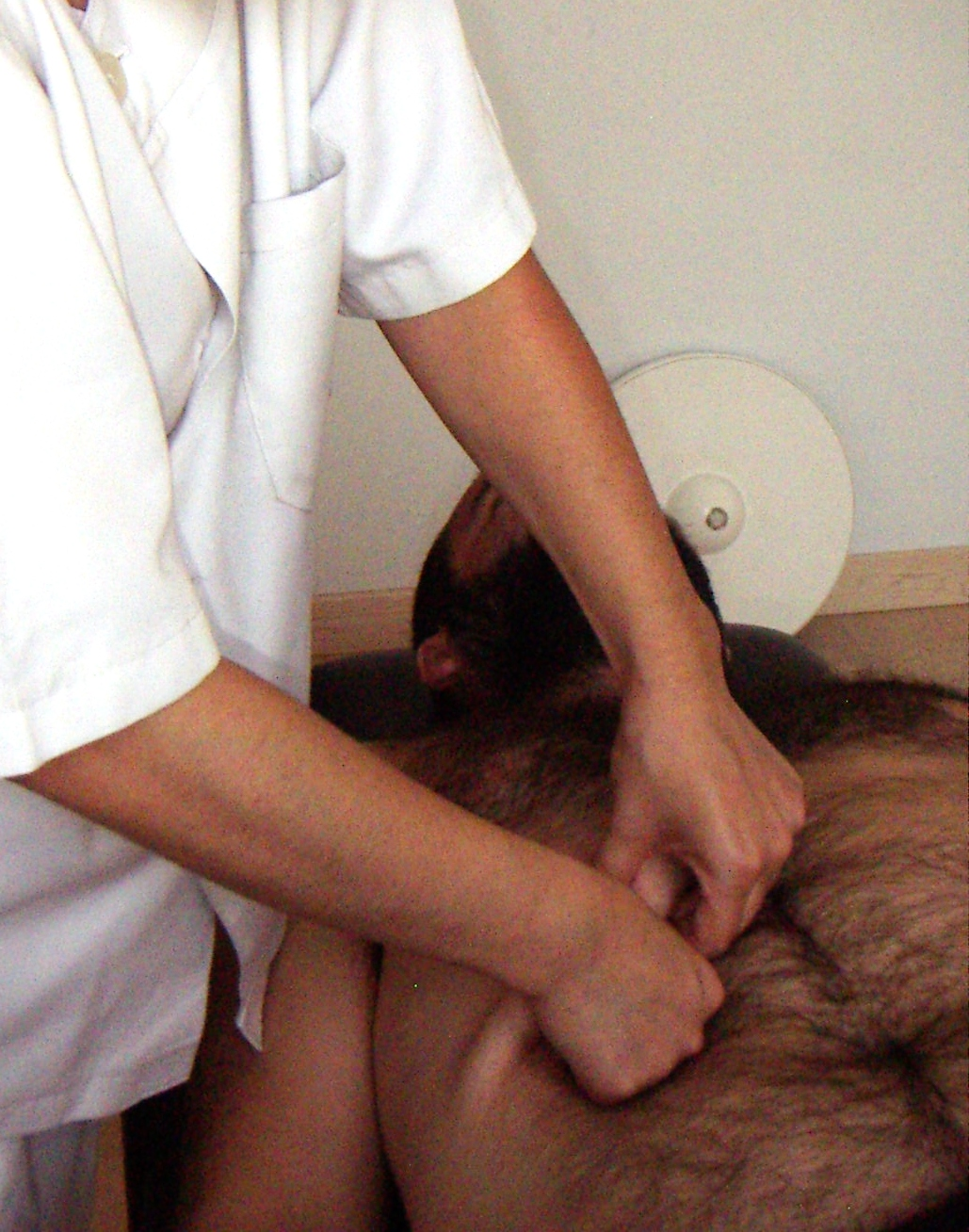

العلاج الطبيعي للصدر (بالإنجليزية: Chest physiotherapy)‏ هو علاج يجريه المعالجون الفيزيائيون ومعالجو التنفس في عدد قليل جدا من البلدان لتحسين التنفس عن طريق الإزالة غير المباشرة للمخاط من المسالك التنفسية.
في أستراليا يسمى العلاج الطبيعي للصدر أيضا العلاج الطبيعي التنفسي والعلاج الطبيعي القلبي التنفسي.
يجرى العلاج الطبيعي للصدر عن طريق الصفق أو القرع، حيث يضرب المعالج بيده على الصدر والظهر ومنطقة تحت اليدين. رغم أن هذه الطريقة ذات فائدة عند الأطفال وحديثي الولادة لكن استخدامها انحسر كثيرا بسبب وجود علاجات أحدث أكثر كفاءة.
لم تؤكد فائدة العلاج الطبيعي للصدر عند مرضى ذات الرئة.